# Flieder-Milchling
Der Glimmerige oder Flieder-Milchling (Lactarius syringinus) ist eine Pilzart aus der Familie der Täublingsverwandten (Russulaceae). Es ist ein mittelgroßer Milchling mit einem fleisch-grauen bis ziegelfarbenen Hut, der ungezont oder mehr oder weniger gezont sein kann. Die weiße, brennend scharfe Milch trocknet graugrünlich ein. Die sehr seltene und noch unzureichend untersuchte Art ist laut Heilmann-Clausen nahe mit dem Graufleckenden Milchling verwandt.

## Merkmale

### Makroskopische Merkmale
Der festfleischige Hut ist 4–10 cm breit, zuerst gewölbt und mit eingerolltem Rand, dann ausgebreitet und in der Mitte mehr oder weniger niedergedrückt. Später ist der Hut stärker niedergedrückt bis trichterförmig vertieft und der bisweilen gewellte Rand fortschreitend ausgebreitet. Die Oberfläche ist glatt und nur leicht schmierig und trocken fast samtig oder feinrunzelig. Der Hut ist fleischrosa bis violett-bräunlich oder ziegelfarben und ungezont oder manchmal durch zahlreiche Bänder dunkler gezont. Der weißliche Rand ist samtig bis filzig, verletzte Stellen schwärzen.
Die ziemlich gedrängt bis entfernt stehenden Lamellen sind breit am Stiel angewachsen oder laufen mit einem Zahn daran herab. Sie sind spröde, ziemlich breit (breiter als das Hutfleisch) und in Stielnähe oft gegabelt. Sie sind blass cremefarben bis fleischocker, verletzte Stellen werden graugrün-fleckig.
Der zylindrische bis leicht keulige Stiel ist 4–7 cm lang und 1–2 cm breit. Das Stielfleisch ist anfangs ziemlich fest und später oft hohl. Die Oberfläche ist mehr oder weniger glatt und trocken und rosa-gräulich bis grauocker gefärbt. An der Stielspitze unterhalb der Lamellen hat der Stiel eine schmale blassere Zone. Im Alter ist er oft rostfarben-gefleckt
Das weißliche Fleisch ist ziemlich fest, dann brüchig und zunehmend gräulich oder gräulich-ocker bis ockerfarben getönt. Der Geruch ist schwach und unauffällig, der Geschmack ist anfangs fast mild und wird zunehmend scharf. Die weißliche bis blass cremefarbene und spärliche Milch trocknet grau-grünlich ein und schmeckt brennend scharf. Das Sporenpulver ist weißlich bis blass cremefarben.

### Mikroskopische Merkmale
Die elliptischen Sporen sind durchschnittlich 7,7–8,2 µm lang und 6,1–6,6 µm breit. Der Q-Wert ist durchschnittlich 1,23–1,26. Das Sporenornament wird etwa 0,5 µm hoch und besteht aus Warzen und Rippen, die verzweigt und miteinander verbunden sind. Allerdings kommen geschlossene Maschen nur selten vor. Der Hilarfleck ist im äußeren Bereich mehr oder weniger amyloid.
Die mehr oder weniger keuligen, selten 2- und meist 4-sporigen Basidien sind 40–45 µm lang und 8.5–11 µm breit. Pleuromakrozystiden kommen zerstreut bis zahlreich vor. Sie sind 45–75 µm lang und 8,5–10,5 µm breit, schmal flaschenförmig bis lanzettlich oder spindelig und am oberen Ende abgerundet oder spitz. Die Lamellenschneiden sind heterogen. Cheilomakrozystiden kommen ziemlich zahlreich bis zahlreich vor. Sie sind flaschenförmig bis lanzettförmig und messen 25–50 × 6–9,5 µm.
Die Huthaut (Pileipellis) ist eine 70–100 µm dicke Ixocutis mit teilweise aufrechten, 2–7 µm breiten, durchsichtigen Hyphen. Die Hyphenenden sind mehr oder weniger zylindrisch, am oberen Ende abgerundet und kaum verdickt. Auf der Hyphenoberfläche findet man eine unterschiedlich dick aufgelagerte Schicht aus extrazellulärem Pigment, sodass die Abschnitte unterschiedlich stark gefärbt sind.

## Artabgrenzung
Der Flieder-Milchling ist sehr nahe mit dem Graufleckenden Milchling (L. vietus) verwandt und wird von einigen Autoren auch für synonym gehalten. Er unterscheidet sich durch seinen kräftigeren Fruchtkörper und den etwas lebhafter gefärbten Hut, der oft gezont ist und nur leicht ausblasst.
Eine weitere ähnliche Art ist der Gebuckelte Milchling (L. pilatii). Dieser unterscheidet sich durch sein Erscheinungsbild. Er hat stumpfere Farben und seine Makrozystidien sind leicht schmäler als die des Flieder-Milchlings. Der Zwergbirken-Milchling (L. subcircellatus) und der Moor-Milchling (L. hysginoides) haben eine unveränderliche Milch, einen weniger scharfen Geschmack und längere Makrokzystiden.

## Ökologie und Verbreitung

Verbreitung des Milchlings Lactarius syringinus in Europa.
Legende:
grün = Länder mit Fundmeldungen
weiß = Länder ohne Nachweise
hellgrau = keine Daten
dunkelgrau = außereuropäische Länder

Der Milchling wurde in Schweden und in Tschechien nachgewiesen. Aus Deutschland gibt es einen Nachweis aus einer Parkanlage in Berlin-Pankow. Möglicherweise ist er aber weiter verbreitet, wird aber nicht von dem sehr ähnlichen Graufleckenden Milchling unterschieden.
Der Mykorrhizapilz ist nach Heilmann-Clausen mit Birken und möglicherweise auch mit Fichten vergesellschaftet. Der Originalfundort des Holotyps ist ein Laubwald mit eingestreuten Fichten und Kiefern in Zentralböhmen. In Berlin wurde er in einem feuchten Gestrüpp in einer Parkanlage gefunden.

## Systematik
Der Milchling wurde durch I. Charvát 1953 bei Vojkov in Zentralböhmen gesammelt und 1956 von Z. Schaefer beschrieben. Z. Schaefer bezeichnet die Art als nahe mit L. pyrogalus (Bull.) Fr. verwandt, doch unterscheide sie sich durch das weißliche Sporenpulver. Heilmann-Clausen stellt sie in die Nähe des Graufleckenden Milchlings (L. vietus) und nennt sie größer, kräftiger und lebhafter gefärbt. In seiner Beschreibung erwähnt er aber weder das bei Verletzung schwärzende Fleisch noch die mit extrazellulärem Pigment inkrustierten Huthaut-Hyphen. Insofern ist nicht ganz klar, ob beide Autoren sich wirklich auf das gleiche Taxon beziehen. Molekularbiologisch wurde die Art bisher noch nicht untersucht.
Das Artattribut (Epitheton) syringatus, leitet sich von Syringa, dem wissenschaftlichen Gattungsnamen des Flieders ab und lässt sich mit „fliederartig“ übersetzen. Der Beiname ist eine Anspielung auf den mitunter leicht fliederfarben gefärbten Hut des Milchlings.

### Infragenerische Systematik
Heilmann-Clausen und M. Basso stellen den Milchling in die Untersektion Pyrogalini, die innerhalb der Sektion Glutinosi steht. Ihre Vertreter haben mehr oder weniger gezonte, grünlich, braun oder grau gefärbte und trockene bis schmierige Hüte. Die Milch trocknet mehr oder weniger grünlich oder gräulich ein und die Sporen haben oft ein zebrastreifenartiges oder mehr oder weniger netziges Ornament.

## Bedeutung
Der Speisewert des Milchlings ist unbekannt, er sollte daher nicht gesammelt werden.